# Richard E. Byrd
L'Almirall Richard E. Byrd (anglès: Richard Evelyn Byrd)  (Winchester, 25 d'octubre de 1888 - Boston, 11 de març de 1957) Richard Evelyn Byrd, Jr. va ser un oficial naval dels Estats Units especialitat en l'exploració. Va ser un dels aviadors pioners als Estats Units, explorador i organitzador de la logística polar. Byrd va sostenir que les seves expedicions aeronàutiques van ser les primeres a arribar al pol Nord i al pol Sud per l'aire. La seva reclamació d'haver estat el primer d'haver arribat al Pol Sud per avió és generalment acceptada pels estudiosos que n'han examinat les proves. Byrd va rebre la Medalla d'Honor, que és el guardó més important, que es concedeix als Estats Units, per recompensar l'heroisme.

## Biografia
Era fill d'Esther Bolling (Flood) i Richard Evelyn Byrd, Sr. Descendia de les Primeres Famílies de Virgínia. Entre els seus avantpassats figuraven John Rolfe i la seva esposa Pocahontas, William Byrd II de la Westover Plantation, establert a Richmond, Virgínia i Robert "King" Carter, un governador colonial. Byrd es va casar l'any 1915 amb Marie Donaldson Ames. Byrd va donar el nom de “Marie Byrd Land” a una regió de l'Antàrtida.

## Controvèrsia sobre el viatge al Pol Nord de 1926
El 9 de maig de 1926, Byrd i el pilot Floyd Bennett intentaren sobrevolar el Pol Nord a bord d'un trimotor Fokker F-VII anomenat el Josephine Ford. Aquest avió sortí de Spitsbergen (Svalbard) i hi tornà. Byrd va dir que havia arribat al Pol Nord i va rebre aclamacions i premis per això.
De 1926 fins a 1996, es van plantejar dubtes i controvèrsies sobre si realment havia arribat al Pol Nord.
L'anàlisi del diari de bord de 1926 mostra que s'havien fet correccions a les dades astronòmiques preses per l'aviador cosa que fa dubtar que hagués arribat al Pol Nord.
. També hi ha opinions divergents.

## Primera expedició de 1928–1930
El 1928, Byrd inicià la seva primera expedició a l'Antàrtida amb dos vaixells i tres avions. Es va construir una base: "Little America" a la Ross Ice Shelf i l'expedició científica es va fer amb mitjans moderns (motos de neu, avions, comunicació per ràdio) i tradicionals (trineus de gossos). El 28 de novembre de 1929 Byrd i el pilot Bernt Balchen, el co-pilot/radiofonista Harold June, i el fotògraf Ashley McKinley, volaren fins al Pol Sud i trornaren després de 18 hores i 41 minuts. L'expedició tornà als Estats Units el 18 de juny de 1930. Al contrari que en l'expedició al Pol Nord aquesta rebé la medalla d'or de l'American Geographical Society. Es va fer una pel·lícula : With Byrd at the South Pole (1930).
Byrd va fer una altra expedició antàrtica, en aquesta segona expedició de l'any 1934 va passar sol cinc mesos operant una estació meteorològica en una base.

## Epònim
El cràter Byrd a la Lluna està anomenat en honor seu.

## Galeria d'imatges

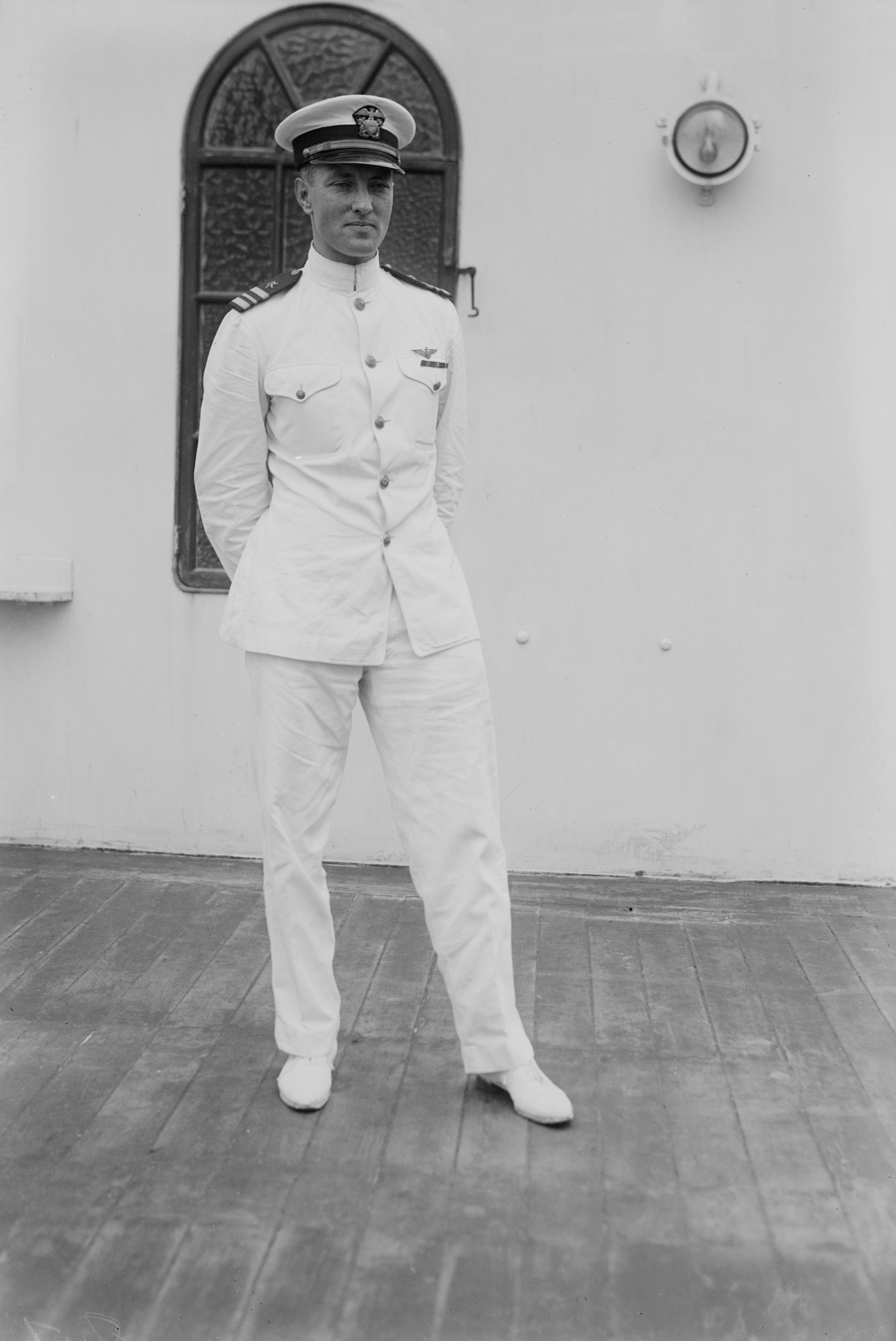
R. E. Byrd
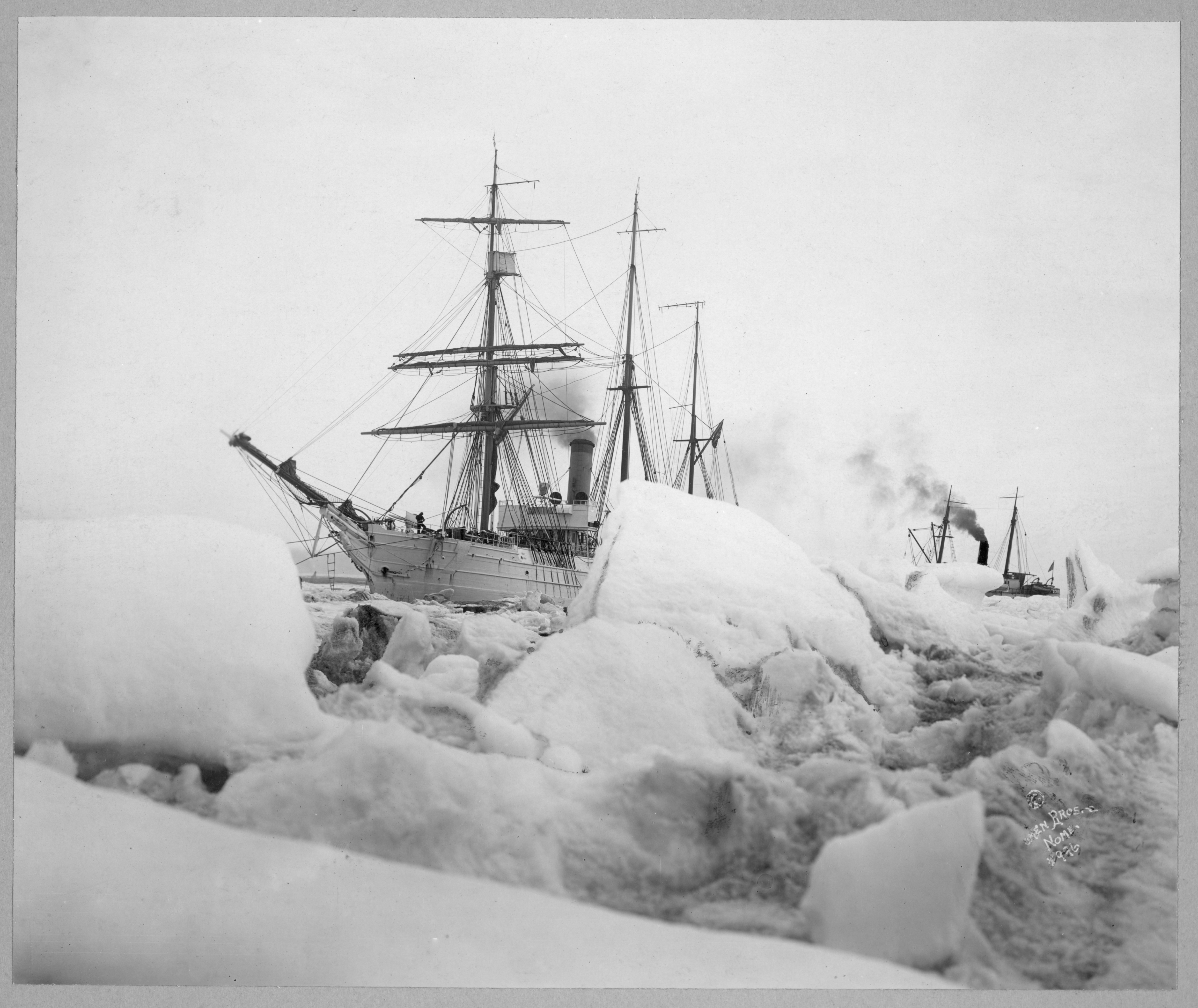
Expedició de 1928-1930
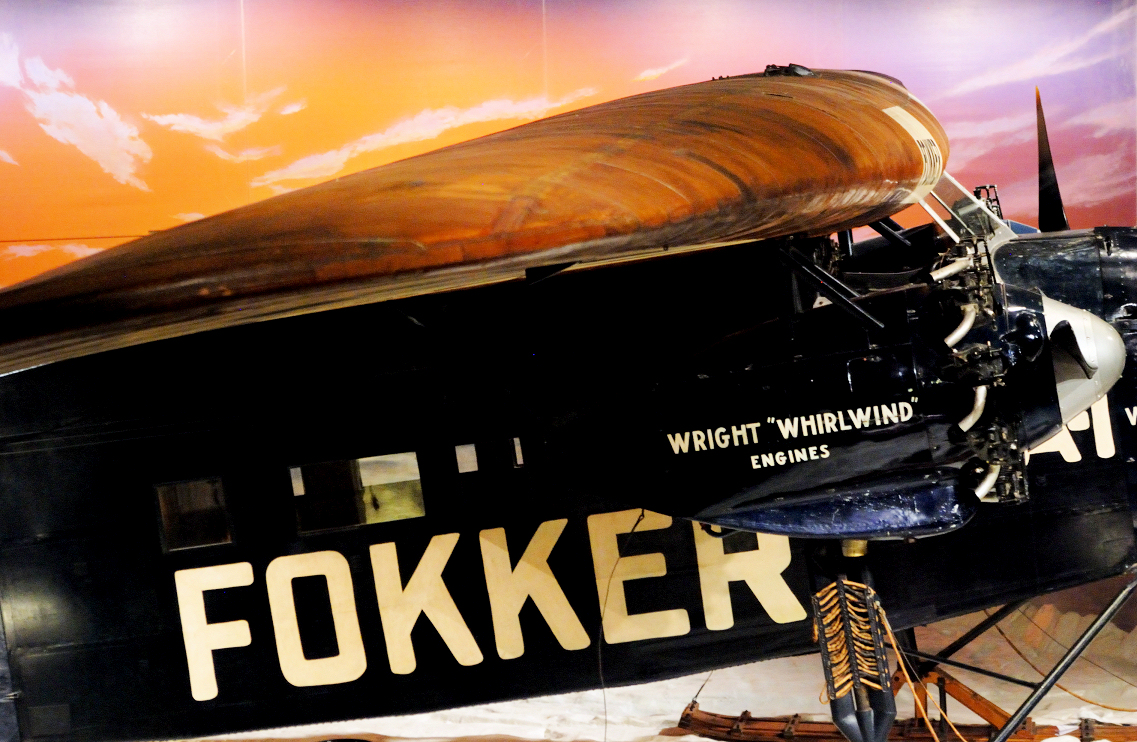
El Fokker FVIIa/3M – "Josephine Ford", al Museu Henry Ford